# Comuna de Maków Podhalański
Maków Podhalański (polaco: Gmina Maków Podhalański) é uma gminy (comuna) na Polónia, na voivodia de Pequena Polónia e no condado de Suski.
De acordo com os censos de 2004, a comuna tem 15 812 habitantes, com uma densidade 145,1 hab/km².

## Área
Estende-se por uma área de 108,94 km², incluindo:
- área agricola: 45%
- área florestal: 47%

## Demografia
Dados de 30 de Junho 2004:
|                      | Total   | Total | Mulheres | Mulheres | Homens  | Homens |
| -------------------- | ------- | ----- | -------- | -------- | ------- | ------ |
|                      | pessoas | %     | pessoas  | %        | pessoas | %      |
| População            | 15 812  | 100   | 7959     | 50,3     | 7853    | 49,7   |
| Densidade (pop./km²) | 145,1   | 100   | 73,1     | 73,1     | 72,1    | 72,1   |

De acordo com dados de 2002, o rendimento médio per capita ascendia a 1213,32 zł.

## Comunas vizinhas
- Budzów, Bystra-Sidzina, Jordanów, Stryszawa, Sucha Beskidzka, Tokarnia, Zawoja, Zembrzyce